# Рапацкая, Людмила Александровна
Людми́ла Алекса́ндровна Рапа́цкая (род. 15 ноября 1945, г. Слюдянка, Иркутская область) — советский и российский музыковед и культуролог, работающая в области педагогики искусства. Заслуженный работник высшей школы России. Доктор педагогических наук, кандидат искусствоведения, профессор. Генеральный директор Международного центра поддержки педагогов-музыкантов, председатель Оргкомитета Международного конкурса «Музы мира».

## Биография
Людмила Александровна Рапацкая родилась 15 ноября 1945 года в городе Слюдянка Иркутской области в семье инженера-строителя. В 1961 году поступила в Иркутское музыкальное училище, которое окончила с отличием в 1965 году по двум отделениям — теоретическому (музыковедческому) и фортепианному (класс Л. Н. Семенцовой). В 1965 году поступила на историко-теоретико-композиторский факультет Государственного музыкально-педагогического института им. Гнесиных. В дипломной работе «Пути развития симфонической музыки в России XVIII века», выполненной на кафедре истории музыки (руководитель — проф. М. С. Пекелис) проявила способность к анализу неизвестных или малоизученных фактов творчества композиторов XVIII века.
После окончания вуза в 1970 году была распределена во Второе Московское музыкальное училище, а в 1972 году перешла работать в качестве сотрудника и преподавателя в Государственный музыкально-педагогический институт им. Гнесиных. При защите кандидатской диссертации на тему «Влияние радищевских тенденций в Просветительстве на развитие русской музыкальной культуры 80-х — 90-х годов XVIII века» Людмила Рапацкая сделала заявку на собственное направление в науке, которое сегодня называют культурологическим. В диссертации музыкальное искусство рассматривалось во взаимосвязи с другими искусствами и культурными явлениями.
Защита диссертации на соискание учёной степени кандидата искусствоведения состоялась во Всесоюзном научно-исследовательском институте искусствознания (Москва, 1977 год). К этому времени Рапацкая уже свыше двух лет являлась преподавателем кафедры музыкальных инструментов, теории и истории музыки Московского государственного заочного педагогического института (ныне Московский государственный гуманитарный университет им. М. А. Шолохова); в этой организации она работает по настоящее время.
Докторскую диссертацию «Формирование художественной культуры учителя музыки в условиях высшего музыкально-педагогического образования», защитила в 1991 году. В 1993 году она была избрана заведующей кафедрой, а в 2003 году стала деканом нового факультета Культуры и музыкального искусства МГГУ им. М. А. Шолохова.
Член Союза композиторов России (секция музыковедения), многих общественных академий. Людмила Рапацкая — заслуженный работник высшей школы Российской Федерации, награждена медалью «В память 850-летия Москвы», медалью К. Д. Ушинского.

## Научная деятельность
Людмила Рапацкая одной из первых заговорила о духовных православных истоках русского искусства, поставив во главу угла своих исследований поиск взаимодействия «духовного» и «художественного». Достаточно назвать такие её книги, как «Художественная культура Древней Руси» (1994), «Русское искусство XVIII века („Рассвет на Неве“)» (1995), «Искусство „серебряного века“ (1996), „Четвертая мудрость“: о музыке в культуре Древней Руси» (1997), «Русская художественная культура» (1998), «Художественная культура России: от Древней Руси к золотому веку» (2000). Особо следует выделить учебник для вузов «История русской музыки» (2001), в котором впервые представлена историческая панорама развития отечественного музыкального искусства от древности до XX века.
Важная страница творческой биографии Людмилы Рапацкой связана с проблемами мировой художественной культуры как учебного предмета. Среди инициаторов внедрения этой дисциплины в общеобразовательных школах была и Рапацкая, открывшая в университете специализацию для будущих учителей и разработавшая соответствующие программы. Позднее она создала собственную концепцию школьного курса «Мировая художественная культура» и опубликовала его программу под заголовком «Общечеловеческие ценности мировой художественной культуры: взгляд из России». Учебники для Х и XI классов, написанные Людмилой Рапацкой на основе этой программы, являются наиболее востребованными учителями России.
В начале XXI века профессор Рапацкая выдвигает идею внедрения в вузах и общеобразовательных учреждениях страны новой дисциплины «Русская художественная культура». Цель программы, изданной в издательстве «Просвещение» в 2001 году — сформировать у учащихся представления о художественном наследии России как величайшей национальной и общечеловеческой ценности, воплотившей вневременные духовно-нравственные идеалы православия. Позднее на основе этой программы были написаны и изданы учебники.
Профессором Рапацкой создана научная школа, отражающие культурологическое направление педагогики искусства, теории и методики художественного образования и воспитания. За два десятилетия научного руководства аспирантами и докторантами ею выпущено свыше 50 кандидатов и 6 докторов педагогических наук.

### Творческая концепция
«История нашей страны не похожа на путь других европейских народов, исповедующих христианство. Своей античности на Руси не было, а краткий языческий этап не привел восточных славян к расцвету цивилизации и не оставил заметных памятников художественного творчества. „Прорыв сознания“ в область духовных истин у русского человека состоялся в 988 г.; к тому времени „за плечами“ европейских народов была тысячелетняя христианская история. С Крещения Руси поведем отсчет нашей профессиональной художественной культуры, озаренной у самых истоков евангельскими заповедями любви и вобравшей в себя высокую духовность православия» (Людмила Рапацкая)
На протяжении столетий любовь к Родине была неиссякаемым источником вдохновения русских композиторов, поэтов, художников. Загадочная и противоречивая русская душа раскрывается в их творениях то беззащитно обнаженной, то бесшабашно удалой, то исполненной гражданского пафоса, то молитвенно-смиренной (Людмила Рапацкая)
Развитие современного общества отчетливо требует изменений качества педагогического образования, ориентированного на систему ценностей, вектором которой является духовно-нравственное воспитание подрастающих поколений. Педагогика как наука испокон веков несет в себе принципы, категории, понятия, рожденные в недрах христианской культуры. Наиболее действенным средством духовно-нравственного воспитания является сегодня отечественная художественная культура — литературы, музыка, изобразительное искусство, отражающие смыслы русской православной цивилизации. Это предполагает поиск новых научных подходов к процессу художественного образования и воспитания во взаимосвязи с православными духовными ценностями (Людмила Рапацкая).

## Основные труды

### Учебники и учебные пособия с грифом Минобразования
1. История художественной культуры России (от древних времен до конца XX века): учеб. пособие для студентов высших педагогических учебных заведений. — М.: Издательский центр «Академия», 2009. — 384 с.
2. Мировая художественная культура . 10 класс. Часть 1. Учебник. — М.: Гуманитарный издательский центр ВЛАДОС, 2014. — 383 с.
3. Мировая художественная культура. 10 класс. Часть 2. Учебник.- М.: Гуманитарный издательский центр ВЛАДОС, 2014. — 315 с.
4. Мировая художественная культура. 11 класс. Часть 1. Учебник.- М.: Гуманитарный издательский1 центр ВЛАДОС, 2014. — 384 с.
5. Мировая художественная культура. 11 класс. Учебник.-М.: Гуманитарный издательский центр ВЛАДОС, 2014.-301с.
6. История русской музыки. От Древней Руси до «серебряного века». М., Гуманитарный издательский центр ВЛАДОС, 2013. −384 с.
7. История русской музыки. От Древней Руси до «серебряного века». Издание третье. СПб., «Планета музыки», 2015.

### Монографии
1. Православные истоки русской художественной культуры. — М., 2013.

### Статьи
1. Экологическая традиция в русской художественной культуре: соответствие земли и души. — Вестник Международной Академии наук (Русская секция). // М., 2009, № 1. С 70 — 79
2. Экологическая традиция в русской художественной культуре//Материалы международной конференции «Экологические проблемы глобального мира». М., 2009, с. 38 — 40.
3. «Русская европейскость» как феномен музыкального образования в России // Традиции и инновации в современном культурно-_образовательном пространстве России. Часть 1. М.. МГГУ им. М. А. Шолохова. 2009. С. 5 — 10.
4. К проблеме изучения истории русской музыки с позиций культурно-художественного диалога// Традиции и инновации в современном культурно-образовательном пространстве России. Часть 2. М., МГГУ им. М. А. Шолохова, 2009. С. 79 — 85 (в соавтор. с М. Г.. Кругловой).
5. Индивидуальность как психологическая особенность взаимодействия человека с музыкой (на примере содружества учитель-ученик0.// Традиции и инновации в соеременном культурно-образовательном пространстве России. Часть 2. 2009, с. 97-101 (в соавтор. с М. Н. Бученковой).
6. Культурологический подход как методологическая основа подготовки педагога-музыканта широкого профиля.//Вопросы музыкальной культуры и образования. Вып. 7. М., МГГУ им. М. А. Шолохова, 2010. С. 3 — 8.
7. Музыкальное образование в культуре России: опыт исторического анализа. Сборник статей по материалам 2-й Международной научно-практической конференции "Музыкальное образование в современном мире: диалог времен. Часть 1. СПб., 2010. С. 122—130.
8. Контекстный подход к содержанию профессиональной подготовки современного музыканта. // Сборник статей по материалам 3-й Международной научно-практической конференции. СПб., 2011, с. 125—130.
9. Контекстный подход как методологическая основа реализации культурологических целей высшего музыкального образования.// Материалы 9-й Научно-практической конференции с международным участием "Педагогика и психология музыкального образования: прошлое, настоящее, будущее. М., 2010, с. 34-39.
10. Предпосылки становления русской композиторской школы XVIII века// Вопросы музыкальной культуры и образования. Вып. 8. М., МГГУ им. М. А. Шолохова, 2011, с. 3 — 21.
11. Роль церковно-приходской школы в художественно-эстетическом воспитании детей.// Традиции и инновации в современном культурно-образовательном пространстве. Материалы 2-й Международной научно-практической конференции. М., МГГУ им. М. А. Шолохова, 2011. С. 254—264 (в соавт. с А. С. Стрельцовой).
12. Новые тенденции музыкально-педагогической науки: педагогическая музыкотерапия// Материалы 2-й Международной конференции «Традиции и инновации в современном культурно-образовательном пространстве». М., МГГУ им. М. А. Шолохова, 2011. С. 97 — 101 (в соавт. с М. Н. Бученковой).
13. Музыкальное образование в культуре России: опыт исторического анализа //Вопросы музыкальной культуры и образования. Выпуск 9. М., МГГУ им. М. А. Шолохова, 2012. С. 3 — 17.
14. Русская художественная культура как основа интерпретации национальной идеи в процессе обучения и воспитания подрастающих поколений // Материалы 3-Международной научно-практической конференции «Традиции и инновации в современном культурно-образовательном пространстве». М., МГГУ им. М. А. Шолохова, с. 8 — 13.
15. Диалог «художественного» и «духовного» как культурологическая проблема//Материалы 1У Международной научно-практической конференции «Традиции и инновации в современном культурно-образовательном пространстве». М., МГГУ им. М. А. Шолохова, 2013, с. 9 — 12.
16. Из истории факультета Культуры и музыкального искусства МГГУ имени М. А. Шолохова//Материалы У Международной научно-практической конференции "Традиции и инновации в современном культурно-образовательном пространстве. М., МГГУ им. М. А. Шолохова, 2014, с. 10 — 14.

### Статьи в журналах списка ВАК
1. Технологии музыкальной терапии как средство общего оздоровления детей с задержками психического развития// Вестник Костромского государственного университета им. Н. А. Некрасова. Том 16. 2010. № 4, с. 239—244
2. Музыкальное образование в университете: традиции и инновации.// Высшее образование в России. М., 2011. № 6. С. 84 — 90
3. Проблемы педагогической музыкотерапии как нового направления современной науки // Вестник Костромского государственного университета им. Н. А. Некрасова. Том 17. 2011. № 2, с. 7 — 11. (в соавт. с Е. Ю. Тишиной и Н. В. Семиной).
4. Технологии музыкальной терапии в контексте психолого-педагогической коррекционной практики //Вестник Костромского государственного университета им. Н. А. Некрасова. Том 17, № 3. 2011. С.36 — 40 (в соавт. с Е. Ю. Тишиной).
5. Традиции педагогической практики в музыкальном образовании России конца Х1Х начала XX века // Вестник МГГУ им. М. А. Шолохова: Педагогика и психология. 2012, № 3, с. 5 — 9 (в соавт. с А. С. Стрельцовой).
6. Голос расширенного диапазона: поэтапное построение процесса обучения//Вестник МГГУ им. М. А. Шолохова. Педагогика и психология. М., 2013, с. 80 — 86 (в соавт. с Е. Л. Куфтыревой).
7. Методы формирования музыкальной культуры бакалавров-вокалистов// Среднее профессиональное образование. М., 2013, № 5, с. 33 — 35.(в соавт. с В. В. Кудрявцевой).
8. Формирование музыкальной культуры бакалавров вокального искусства//Голос и речь.-М., 2013, № 2 (в соавт. с В. В. Кудрявцевой).
9. Литературоцентризм как феномен профессиональной музыкальной культуры России//Человеческий капитал. М., 2013, с. 10 — 13.
10. Специфика формирования музыкально-ценностных ориентаций учащихся в процессе освоения классического музыкального искусства в классе синтезатора//Международный журнал прикладных и фундаментальных исследований. Пенза, 2014, № 5, с. 174—178 (в соавт. с Д. В. Прокофьевым).
11. Проблема исторической типологии русской художественной культуры в содержании отечественного гуманитарного образования//Ценности и смыслы. М., 2014, № 5, с. 18 — 25.
12. Взаимосвязь искусств как проблема педагогического музыкознания//Отечественная и зарубежная педагогика. М.. 2014, № 5, с. 113—120.
13. Истоки профессионального вокального образования в России XVIII века//Среднее профессиональное образование. М., 2015, № 1, с. 52-55 (в соавт. с Н. Е. Косовцовым).